# Ralph Johnson
Ralph Johnson (Norfolk, 15 de abril de 1922 - ibídem, 23 de abril de 2013) fue un futbolista profesional inglés que jugaba en la demarcación de delantero.

## Biografía
Ralph Johnson debutó como futbolista profesional en 1939 a los 17 años con el Chesterfield FC. Tras dos temporadas en el club fue traspasado al Norwich City FC, donde permaneció seis temporadas, llegando a ser hasta la fecha de hoy el goleador más rápido con el club en Carrow Road el 19 de octubre de 1946 en un partido contra el Leyton Orient FC que acabó con un resultado de 5-0 a favor del club «canario». Con el club llegó a marcar 123 goles en 107 partidos, incluyendo cinco tripletes, dos partidos en los que marcó cuatro goles en cada uno, otro partido en el que marcó cinco goles, dos dobles tripletes y llegando a marcar en 19 partidos consecutivos. En 1947 fue fichado por el Leyton Orient FC, permaneciendo dos temporadas, al igual que con el club al que fue traspasado, el Lowestoft Town FC, equipo en el que se retiró en 1951. 
Falleció el 23 de abril de 2013 a la edad de 91 años.

## Clubes
| Club              | País       | Año         |
| ----------------- | ---------- | ----------- |
| Chesterfield FC   | Inglaterra | 1939 - 1941 |
| Norwich City FC   | Inglaterra | 1941 - 1947 |
| Leyton Orient FC  | Inglaterra | 1947 - 1949 |
| Lowestoft Town FC | Inglaterra | 1949 - 1951 |